# Mateieni
Mateieni – wieś w Rumunii, w okręgu Botoszany, w gminie Dimăcheni. W 2011 roku liczyła 252 mieszkańców.